# Meister der Abtei von Dilighem

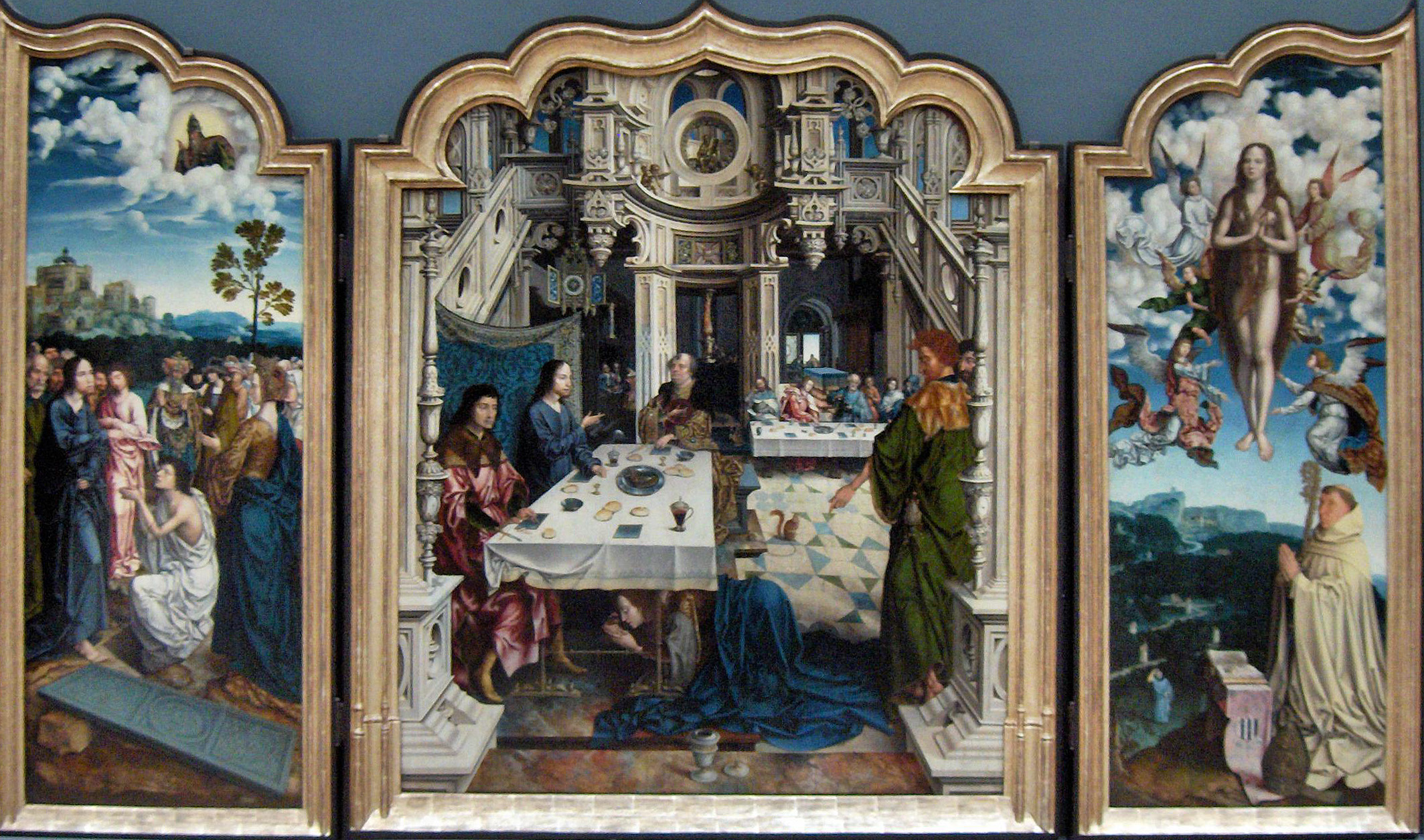
Meister der Abtei von Dilighem (Meister von 1518): Christus im Hause des Pharisäers Simon, 16. Jahrhundert

Als Meister der Abtei von Dilighem wird der Maler eines Anfang des 16. Jahrhunderts entstandenen Triptychons bezeichnet, das Christus im Hause des Pharisäers Simon darstellt. Der Notname des namentlich nicht bekannten Künstlers kommt von dem Herkunftsort des Bildes, das aus der Abtei von Dilighem (nl. Dieleghem) bei Brüssel stammt.
Das Bild des Simon befindet sich heute im Brüsseler Musée d’Art ancien/Museum voor Oude Kunst. Unter dem Namen des Meisters der Abtei von Dilighem wird in der Kunstsammlung des Englischen Königshauses noch ein weiteres Bild dieses Malers geführt, die Berufung des Matthäus; es war ein Geschenk an Karl II.
Heute wird der Meinung von Experten folgend der Maler des Bildes aus der Abtei von Dilighem mit dem Meister von 1518 gleichgesetzt, einem Maler der Antwerpener Manieristen im Umfeld der Antwerpener St.-Lukas-Gilde. Gemäß der Diskussion über die Identität dieses ebenfalls namentlich nicht bekannten Malers könnte der Meister der Abtei von Dilighem mit Jan van Dornicke identisch sein.